# Irene León
Irene León Trujillo (Cayambe, 31 de julio de 1957) es una socióloga, analista de política internacional de Ecuador, especialista en alternativas a la globalización y derecho a la comunicación. En 2024 investiga y escribe sobre la guerra cognitiva en el marco de la comunicación, la neurociencia y la sociología.

## Trayectoria
Doctorada en sociología por la Universidad de Montreal (1989).  Forma parte del Foro Social Mundial desde sus inicios en 2001 trabajando especialmente en los ejes transversales de alternativas a la globalización y derecho a la comunicación además de género y diversidad. También forma parte del Foro Social de Las Américas y es miembro de la secretaría de la Red de Intelectuales, Artistas y Movimientos Sociales en Defensa de la Humanidad. Es también vicepresidenta del consejo directivo de la  Agencia Latinoamericana de Información, creada en 1977 y dedicada al acompañamiento a los procesos de comunicación popular y organizaciones sociales.
De 2014 a 2016 fue asesora del gabinete del Ministro de Relaciones Exteriores y Movilidad Humana con Ricardo Patiño al frente.

### Guerra cognitiva
Irene León ha investigado la guerra cognitiva en el marco de la comunicación, la neurociencia y la sociología y denuncia que "el campo de la información, donde las noticias falsas o la difusión de datos apócrifos se han posicionado como una forma de hacer comunicación". Los avances de la Inteligencia Artificial y el aprendizaje automático advierte León, facilitan el proceso. "En el recurso a la agnotología y el individualismo se espera consumar el desinterés en lo colectivo, principalmente en la política, pero también en lo social e incluso en las expresiones culturales que no se organizan desde el mercado. Hay un despliegue táctico especial para poner una fecha de vencimiento a la política, previamente debilitada tanto por la demonización aplicada en el transcurso del neoliberalismo como por la extrema mercantilización actual.  Como respuesta, según León, la clave es  desarrollar alerta temprana, acciones preventivas y estrategias de resiliencia.

## Publicaciones
- La ALBA: horizonte latinoamericano del Siglo XXI (2013) Irene León Coordinación. Fedaeps
- Elecciones en Venezuela: lecturas y aprendizajes (2013) con Ana Elisa Osorio, María Augusta Calle y María de Lourdes Urbaneja. Fedaeps
- Colonialismo y descolonización: nuevas versiones en América Latina en Movimiento N.º 474 - Diversidades N.º 4 "La descolonización inconclusa". ALAI y Fedaeps (2012)
- Mujeres en resistencia: experiencias, visiones y propuestas. (2005) Irene León Ed. 2005
- Apuntes para una crítica feminista del neoliberalismo global. En Revista Pensamiento Jurídico Feminista, n.º 2[9]
- Buen vivir y cambios civilizatorios. (2010) Fundación Ecuatoriana de Acción, Estudios y Participación Social ISBN 978-9942-9967-3-2
- Sumak Kawsay / Buen vivir y cambios civilizatorios (2010) Fundación Ecuatoriana de Acción, Estudios y Participación Social ISBN 978-9942-9967-4-9
- Colonialismo y descolonización: nuevas versiones (2012) en Diversidades 4. América Latina en Movimiento

- Afrodescendencia: memoria, presente y porvenir, Diversidades N 3, América Latina en Movimiento
- Latin America and the Trans /national Debate: A Conversation Piece (2011) con Donatella Alessandrini, Globalizations, 8 (2). pp. 179-195. ISSN 1474-7731. University of Kent, United Kindom
- Las mujeres gestoras de la Soberanía Alimentaria (enlace roto disponible en Internet Archive; véase el historial, la primera versión y la última). en Las mujeres alimentan al mundo (2009) con Lidia Senra Entrepueblos
- La tierra, el Sumak Kawsay y las mujeres (enlace roto disponible en Internet Archive; véase el historial, la primera versión y la última). en Las mujeres alimentan al mundo (2009) Entrepueblos, España 2009 León, Irene, dir. (2009),
- Sexualidades diversas, políticas y disidentes en Sexualidades disidentes (2007) Diversidades N 2, América Latina en Movimiento
- De feminismos, retos y cambios latinoamericanos (2007) Revista Pueblos No 31, 03-08, Madrid, España
- The World Social Forum: Current Challenges and Future Perspectives (2007) en Jai Sen y Peter Waterman, con Sally Burch 2007 León, Irene and Burch, Sally  Black Rose Books, Montreal, New York, London 2006
- La otra América en debate: aportes desde el 1er. Foro Social Américas  (2006)[10]
- Globalización: alternativas GLBT, Diálogo Sur-Sur LGBT (2003) con Phumi Mtetwa ISBN 9978-42-821-6
- De mujeres, vida y semillas (2003) en Horacio Martins de Carvalho, CLOC, Ecuador
- Apuntes para una crítica feminista del liberalismo. (2002) América Latina en Movimiento
- Retos feministas en un mundo globalizado (2002) Compiladora. Foro Social Mundial, Porto Alegre 2002. Ecuador: ALAI Área Mujeres
- ALCA: ¿De qué derechos estamos hablando? en Mujeres contra el ALCA: razones y alternativas (2002) ALAI
- Feministas Globales, Liderazgos Plurales, ALAI, Ecuador León, Irene, Coord. (2001),
- Pluralizar el mundo, diversificar las voces, Balance Conferencia de Durban – ONU, ALAI, Ecuador León, Irene, Ed. (2001)
- Por un milenio diverso y plural, Foro de las Américas por la Diversidad y la pluralidad, ALAI, Ecuador León, Irene, Ed. (2001)
- Plan de Acción y Declaraciones Específicas, Conferencia Mundial contra el Racismo, la Discriminación racial, la Xenofobia y otras formas Relacionadas de Intolerancia, ONU -2001, ALAI, Ecuador León, Irene, Ed. (2001)
- Interdependencias comunicacionales y antipatriarcales. (2025) Vadell Editores
- La guerra cognitiva. y su respuesta de daño estructural. (2025) Voces del periodista. Edición 499.